# 1-cloropropano
L'1-cloropropano, noto anche come cloruro di n-propile o n-propilcloruro, è un organocloruro alifatico di formula CH3CH2CH2Cl, isomero strutturale del cloruro di isopropile. In condizioni standard appare come un liquido incolore, infiammabile, dall'odore simile a quello del cloroformio, poco solubile in acqua ma ben miscibile in solventi organici quali l'etanolo, il dietiletere, il benzene ed il cloroformio. Nella pratica industriale trova un limitato impiego come reagente nelle sintesi organiche.

## Sintesi
L'1-cloropropano può essere ottenuto trattando l'1-propanolo con acido cloridrico in presenza di cloruro di zinco come catalizzatore:
{\displaystyle {\ce {CH3CH2CH2OH + HCl -> CH3CH2CH2Cl + H2O}}}
Il composto può altresì essere sintetizzato facendo reagire l'1-propanolo con tricloruro di fosforo in presenza di cloruro di zinco:

## Reattività
L'1-cloropropano è tendenzialmente una molecola poco reattiva. In condizioni ottimali può isomerizzare portando alla formazione del cloruro di isopropile. Sempre in condizioni ottimali può inoltre reagire con l'idrogeno molecolare con sintesi di propano:
{\displaystyle {\ce {CH3CH2CH2Cl + H2 -> CH3CH2CH3 + HCl}}}

## Applicazioni
L'1-cloropropano è generalmente poco utilizzato nella pratica industriale, dove invece ricopre a volte il ruolo di sottoprodotto di scarto di altre reazioni. Viene impiegato nella sintesi del 2-(4-metossibenzoil) benzoato di sodio, un dolcificante sintetico. Sul composto sono stati condotti studi in merito alle sue proprietà anestetiche ed antiparassitarie.